# (15443) 1998 WM19
A (15443) 1998 WM19 a Naprendszer kisbolygóövében található aszteroida. A LINEAR projekt keretében fedezték fel 1998. november 23-án.